# Pionierskij (obwód królewiecki)
Pionierskij, Kurowo (ros. Пионерский, niem. Neukuhren, lit. Kuršiai ) – miasto położone w okręgu miejskim Pionierskij obwodu królewieckiego, 37 km od Królewca i 3 km od Ruszowic. W 2021 roku liczyło 12 573 mieszkańców.
10 km na płd. od miasta znajduje się nieczynne lotnisko wojskowe Dunajewka (niem. Thierenberg, rejon swietłogorski).
Najstarsza zachowana wzmianka o miejscowości pochodzi z XIII wieku. Pomiędzy 1466 a 1657 lenno Królestwa Polskiego.
W czasie II wojny światowej znajdowała się tu część Szkoły wywiadowczej Abwehry w Sulejówku. W 1945 miejscowość anektowana przez ZSRR. W 1947 otrzymała obecną nazwę.

## Galeria

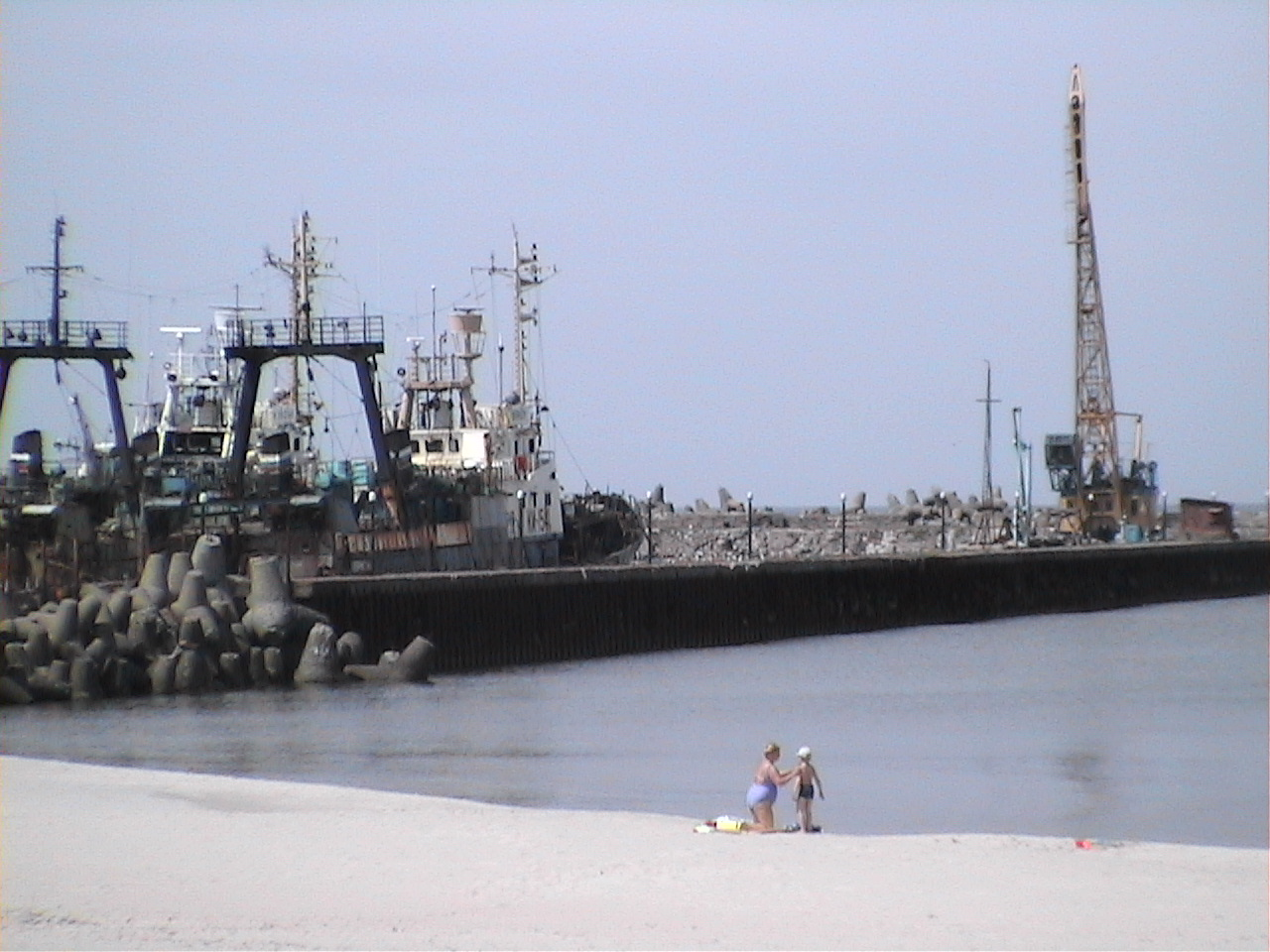
Port morski